# Southeast Supply Header
Southeast Supply Header (SESH) — трубопровід, прокладений від газового хабу Перрівіль в Луїзіані на південний схід до прибережного району штату Алабама, де він живить офшорний газопровід до Флориди Gulfstream Pipeline.
Хаб Перрівіль, що виступає джерелом блакитного палива для SESH, станом на середину 2010-х років мав інтерконектори з рядом газопроводів, які забезпечують маневрування ресурсами газопромислового регіону Мексиканської затоки, зокрема, доступ до продукції зі сланцевих формацій Барнетт, Вудфорд, Хейнсвіль (Gulf South Pipeline, Gulf Crossing, Midla, Enable Gas Transmission). Також до нього підключені вісім потужних систем, що сполучають узбережжя Мексиканської затоки з регіоном Великих Озер та атлантичним узбережжям США, при цьому відносно кількох з них оголошено плани реверсу для поставок «сланцевого газу» з формацій Утіка та Марцеллус на північному сході країни (ANR Pipeline, Columbia Gulf Transmission, Texas Eastern Transmission, Texas Gas Transmission).
Газопровід Southeast Supply Header має довжину 286 миль та виконаний в діаметрах 900 та 1050 мм. Його пропускна здатність перевищує 11 млрд м3 на рік.
Можна також відзначити, що в районі кінцевої точки газопроводу розташований термінал для прийому ЗПГ Галф, який планується перетворити на експортний завод із виробництва зрідженого газу.